# Normandie (Band)

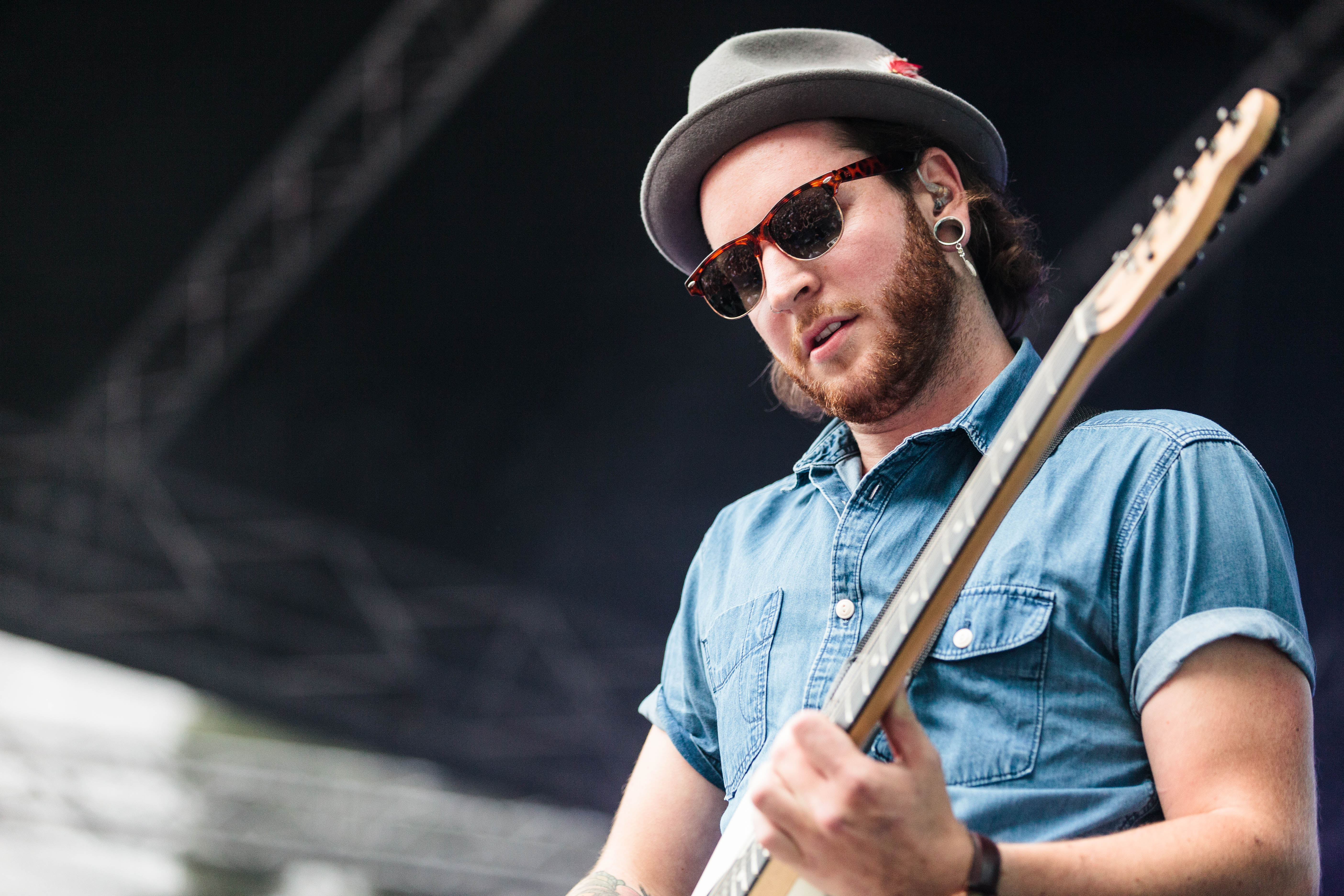
Gitarrist Håkan Almbladh bei einem Konzert in Bochum

Normandie ist eine 2013 gegründete Post-Hardcore-/Alternative-Rock-Band aus Örebro, Schweden.

## Geschichte
Normandie wurde im September des Jahres 2013 von den Sängern Philip Strand und Johan Lindström, den beiden Gitarristen Joel Felix und Håkan Almbladh sowie von dem Bassisten Stefan Timmerholm und dem Schlagzeuger Jesper Malmberg in der schwedischen Stadt Örebro gegründet. Bereits wenige Tage nach der Bandgründung erschien am 11. September die nach der Band benannte EP mit vier Titeln. Zwischenzeitlich verließen Johan Lindström und Joel Felix die Gruppe, sodass diese als Quartett fungierte.
Nachdem das Debütalbum Inguz am 19. Februar 2016 zunächst in Eigenregie veröffentlicht wurde, nahm das US-amerikanische Independent-Plattenlabel inVogue Records die Gruppe unter Vertrag und legte das Album am 11. März des gleichen Jahres für den nordamerikanischen Markt neu auf. Zwischen dem 15. und 31. Juli 2016 tourte die Gruppe zusammen mit der österreichischen Band All Faces Down durch mehrere Staaten Europas und spielte dabei auf mehreren Musikfestivals, darunter Bochum Total, Rock den See und dem Trebur Open Air. Auf dem Rock The North 2016 hatte Bassist Johan Löfgren seinen letzten Auftritt. Vom 7. bis 18. Dezember 2016 spielte die Gruppe im Vorprogramm für Yellowcard auf deren Abschiedstournee.
Im Oktober 2017 wurde Lucas Englund in einem Instagram-Beitrag als neuer Bassist verkündet.
Anfang April 2018 gab die Gruppe bekannt, bei Easy Life Records unter Vertrag genommen worden zu sein. Auch wurde das Debütalbum Inguz mit zusätzlichem Material neu aufgelegt. Im Juli 2018 gab die Band über Instagram bekannt, dass Schlagzeuger Jesper Malmberg die Gruppe auf eigenen Wunsch hin verlassen habe. In der darauffolgenden Woche stellte Normandie in einem weiteren Instagram-Beitrag Anton Franzon als ihren neuen Schlagzeuger vor.
Ende Oktober 2019 wurde der Ausstieg von Lucas Englund aus der Band bekanntgegeben.
Anfang des Jahres 2021 veröffentlichte die Gruppe mit Dark & Beautiful Secrets das nunmehr dritte Studioalbum seit der Herausgabe des Albums White Flag drei Jahre zuvor. Dem folgte eine Europatournee, die zwischen März und April absolviert wurde und durch acht Staaten führte.
Am 1. September 2023 kündigte die Band die Veröffentlichung ihres vierten Albums Dopamine an, welches am 9. Februar 2024 erschien. Am 10. Februar startete zudem eine nach dem Album benannte UK-/Europa-Tournee mit 14 Konzerten in neun Ländern. Kurz darauf begleitete die Gruppe die Post-Hardcore-Band Our Last Night auf ihrer Tour durch die USA und trat damit zum ersten Mal in den Vereinigten Staaten auf.

## Musikstil
Die Musik der Gruppe weist simple, fremdinspirierte Melodien auf, die mit den neuen Werken von Bring Me the Horizon, aber auch mit Five Finger Death Punch und Papa Roach vergleichbar sind. Die Gruppe spielt Post-Hardcore mit Einflüssen aus dem Alternative Rock, welcher phasenweise sogar als massentauglicher Stadion-Rock durchgehen kann.

## Diskografie
- 2013: Normandie (EP, Eigenproduktion)
- 2016: Inguz (Album, Eigenproduktion, inVogue Records in Nordamerika, 2018 bei Easy Life Records neu aufgelegt)
- 2018: White Flag (Album, Eigenproduktion)
- 2021: Dark & Beautiful Secrets (Album, Easy Life Records)
- 2024: Dopamine (Album, Easy Life Records)